# 헝가리 공동체당
헝가리 공동체당(슬로바키아어: Strana maďarskej komunity, 헝가리어: Magyar Közösség Pártja)은 1998년 슬로바키아에서 만들어진 자유보수주의 정당이다. 현재 지도자는 요제프 메니하르트이며, 2014년 유럽 의회 선거 결과, 슬로바키아 민주기독교연합-민주당, 기독교민주운동에 이어 제3당이다. 이전 명칭은 헝가리 연합당(헝가리어: Magyar Koalíció Pártja, 슬로바키아어: Strana maďarskej koalície)이다.